# 密州 (河南省)
密州，中国唐朝时设置的州。
唐高祖武德二年（619年）王世充分司州密县置密州，治所在密县（今河南省新密市）。下辖密县、溱水县（今河南新密市曲梁乡）、零水县（今河南省新密市大隗镇）、洧源县（今河南省登封市大冶镇太岗村）。溱水县改属溱州。武德四年（621年）归窦建德，李世民擒窦建德，废密州、零水县、洧源县，密县地入郑州。